# 第80回アカデミー賞
第80回アカデミー賞（だい80かいアカデミーしょう）は、2008年2月24日に発表・授賞式が行われた。司会はコメディアンのジョン・スチュワート。
作品賞を受賞したのは『ノーカントリー』。候補作は『つぐない』、『JUNO/ジュノ』、『フィクサー』、『ゼア・ウィル・ビー・ブラッド』。

## 概要
対象となるのは2007年中にロサンゼルスで封切られ、1週間以上商業公開が行われた映画。5829人の会員が投票権を持つ。
授賞式の開催場所は7回目となるコダック・シアター、中継は2014年までの契約が完了しているABCで33回目。
司会は前々回も努めたジョン・スチュワート。2006年8月に開催された第58回プライムタイム・エミー賞で司会を務めた矢先の起用である。プロデューサーは前々回以来14回目のギル・ゲイツ。演出は第69回から12年連続のルイス・J・ホーヴィッツ。
2007年12月12日に、『北北西に進路を取れ』などで4度美術賞候補になったロバート・ボイルに対して、名誉賞が授与されることが発表。美術監督が名誉賞を受賞するのは史上初である。
今回、アカデミー賞は80周年を迎えることもあり、公式のポスターと80周年を記念したポスターの二通りが発表された。前者は「スター・ウォーズ」シリーズのポスターのイラストレーターで知られるドゥルー・ストゥルーザンと彼の息子のクリスチャンがデザインし、黒の背景に後ろからフラッシュを浴びる金色のオスカー像を中心にそえたデザインとなっている。後者はこれまで作品賞を受賞した作品のポスターが螺旋状に連なってオスカー像を形成しており、最後の80作目の位置は発表前の現在はクエッションマークとなっている。
現在、2007年11月からの全米脚本家組合のストライキにより、テレビ中継用の脚本が書けない状況であるため、授賞式の開催が危ぶまれる状況であるが、アカデミー賞を主催する映画芸術科学アカデミーは予定通り開催することを明言している。
この年の候補作品にはR指定を受けた流血描写の多い暴力的な作品が多くノミネートされている。

### 主な日程
以下の時間は全てPST（太平洋標準時）である。
- 2007年
  - 12月26日 - 候補投票の用紙を発送
- 2008年
  - 1月12日 - 候補投票の締め切り （午後5時）
  - 1月22日 - 候補を発表 （午前5時30分）
  - 1月30日 - 最終投票の用紙を発送
  - 2月9日 - 科学技術賞の授賞式を開催
  - 2月19日 - 最終投票の締め切り （午後5時）
  - 2月24日 - 第80回アカデミー賞の授賞式を開催

（参考：General Timetable）

## 候補について
発表は2008年1月22日午前5時30分(PST)より、サミュエル・ゴールドウィン・シアターで発表された。会長のシド・ギャニスと共に発表を担当した俳優はキャシー・ベイツで、登場まで明かされなかった。
最多候補となったのは、作品賞候補にもなった『ノーカントリー』と『ゼア・ウィル・ビー・ブラッド』の2作品で8部門となる。両者は2部門を除いて同じ賞を争うことになる。
演技部門では、助演男優賞候補のハル・ホルブルックが82歳と339日での候補となり、男優の史上最年長候補記録となった（これまでの男優の最年長候補記録はラルフ・リチャードソンの82歳と49日、女優も含めるとグロリア・スチュアートの87歳と221日）。授賞式時には83歳となり、もし受賞を果たせば受賞記録も更新する。同じく助演女優賞で候補となったルビー・ディーも83歳での候補であり、同様に受賞を果たせば記録更新となる。また、80歳以上の俳優が複数人候補になったのは、史上初の出来事。
ケイト・ブランシェットは、演技部門で2部門候補となった史上11人目の俳優となった。助演女優賞候補は前年の『あるスキャンダルの覚え書き』に続く2年連続。主演女優賞での候補作『エリザベス:ゴールデン・エイジ』で演じたエリザベス1世役は、9年前の前作『エリザベス』でも同役で候補となっている。同じ役でのアカデミー賞候補は、ビング・クロスビー、ピーター・オトゥール（ヘンリー2世の役を別々の映画で2度演じて候補になった）、アル・パチーノ、ポール・ニューマンに次ぐ、5人目となった。女優では初となる。更に助演女優賞の『アイム・ノット・ゼア』で候補となったのは男性の役であり、女優が男性を演じて候補になったのは『危険な年』で受賞もしたリンダ・ハント以来2人目となる（身体的には男性である役を含めば、『トランスアメリカ』のフェリシティ・ハフマンなどもいる）。
コーエン兄弟は、『ノーカントリー』で作品賞・監督賞・脚色賞候補となり、変名のロデリック・ジェインズ名義でも編集賞候補になったため、1作品から4部門で候補になったことになる。3部門で候補になることは珍しくはないが4部門（1つの部門で複数候補になったのは含まない）は稀であり、これはウォーレン・ベイティが『天国から来たチャンピオン』と『レッズ』で2度成し遂げて以来の快挙である。また、監督賞でコンビで候補になったのは、これまた『天国から来たチャンピオン』のウォーレン・ベイティとバック・ヘンリー以来となる3組目であった。
撮影賞では、ロジャー・ディーキンスが『ノーカントリー』と『ジェシー・ジェームズの暗殺』の2作で候補になった。撮影賞での2作同時候補は1972年開催の第45回アカデミー賞でロバート・サーティースが成し遂げて以来35年ぶりとなった（ちなみにこの時サーティスは受賞しなかった）。歌曲賞では、前年の『ドリームガールズ』に続いて、『魔法にかけられて』が3つ候補を独占。どの曲とも作詞・作曲はアラン・メンケンとスティーヴン・シュワルツのコンビであり、両者とも3候補を得ることになった。衣装デザイン賞候補のマリット・アレンは、前年の11月に亡くなっているため死後の候補となっている。録音賞で候補になったケヴィン・オコネル（『トランスフォーマー』）は実に20度目のノミネートであるが、未受賞である。
日本関係として、前年に引き続き辻一弘が『マッド・ファット・ワイフ』でメイクアップ賞候補になった。日本人の二年連続候補は史上初となる。また外国語映画賞で、浅野忠信が主演した『モンゴル』（カザフスタンからのエントリー）が候補になっている。

## 統計
| 候補数 | 作品名                                        | 部門                                                                   | 受賞数 |
| ------ | --------------------------------------------- | ---------------------------------------------------------------------- | ------ |
| 8      | ノーカントリー                                | 作品賞、監督賞、助演男優賞、脚色賞、撮影賞、編集賞、録音賞、音響編集賞 | 4      |
| 8      | ゼア・ウィル・ビー・ブラッド                  | 作品賞、監督賞、主演男優賞、脚色賞、撮影賞、編集賞、美術賞、音響編集賞 | 2      |
| 7      | つぐない                                      | 作品賞、助演女優賞、脚色賞、撮影賞、美術賞、衣装デザイン賞、作曲賞     | 1      |
| 7      | フィクサー                                    | 作品賞、監督賞、主演男優賞、助演男優賞、助演女優賞、脚本賞、作曲賞     | 1      |
| 5      | レミーのおいしいレストラン                    | 脚本賞、作曲賞、録音賞、音響編集賞、長編アニメ映画賞                   | 1      |
| 4      | 潜水服は蝶の夢を見る                          | 監督賞、脚色賞、撮影賞、編集賞                                         |        |
| 4      | JUNO/ジュノ                                   | 作品賞、監督賞、主演女優賞、脚本賞                                     | 1      |
| 3      | ボーン・アルティメイタム                      | 編集賞、録音賞、音響編集賞                                             | 3      |
| 3      | 魔法にかけられて                              | 歌曲賞 (3)                                                             |        |
| 3      | エディット・ピアフ〜愛の讃歌〜                | 主演女優賞、衣装デザイン賞、メイクアップ賞                             | 2      |
| 3      | スウィーニー・トッド フリート街の悪魔の理髪師 | 主演男優賞、美術賞、衣装デザイン賞                                     | 1      |
| 3      | トランスフォーマー                            | 録音賞、音響編集賞、視覚効果賞                                         |        |

## 候補と受賞の一覧
太字は受賞である。
また、以下での人名表記は
1. 作品の日本語公式情報およびAMPAS公式サイトの日本版とWOWOWによる授賞式放送での表記に準ずる。
2. 見当たらない場合はデータベースサイトなどを参考。
3. それでもない場合は英語表記のままとする。

### 作品賞
- つぐない
- JUNO/ジュノ
- フィクサー
- ノーカントリー
- ゼア・ウィル・ビー・ブラッド

### 監督賞
- 潜水服は蝶の夢を見る - ジュリアン・シュナーベル
- JUNO/ジュノ - ジェイソン・ライトマン
- フィクサー - トニー・ギルロイ
- ノーカントリー - ジョエル・コーエン&イーサン・コーエン
- ゼア・ウィル・ビー・ブラッド - ポール・トーマス・アンダーソン

### 主演男優賞
- ジョージ・クルーニー - フィクサー
- ダニエル・デイ＝ルイス - ゼア・ウィル・ビー・ブラッド
- ジョニー・デップ - スウィーニー・トッド フリート街の悪魔の理髪師
- トミー・リー・ジョーンズ - 告発のとき
- ヴィゴ・モーテンセン - イースタン・プロミス

### 主演女優賞
- ケイト・ブランシェット - エリザベス:ゴールデン・エイジ
- ジュリー・クリスティ - アウェイ・フロム・ハー君を想う
- マリオン・コティヤール - エディット・ピアフ〜愛の讃歌〜
- ローラ・リニー - マイ・ライフ、マイ・ファミリー
- エリオット・ペイジ[3] - JUNO/ジュノ

### 助演男優賞
- ケイシー・アフレック - ジェシー・ジェームズの暗殺
- ハビエル・バルデム - ノーカントリー
- フィリップ・シーモア・ホフマン - チャーリー・ウィルソンズ・ウォー
- ハル・ホルブルック - イントゥ・ザ・ワイルド
- トム・ウィルキンソン - フィクサー

### 助演女優賞
- ケイト・ブランシェット - アイム・ノット・ゼア
- ルビー・ディー - アメリカン・ギャングスター
- シアーシャ・ローナン - つぐない
- エイミー・ライアン - ゴーン・ベイビー・ゴーン
- ティルダ・スウィントン - フィクサー

### 脚本賞
- JUNO/ジュノ - ディアブロ・コーディ
- ラースと、その彼女 - ナンシー・オリバー
- フィクサー - トニー・ギルロイ
- レミーのおいしいレストラン - ブラッド・バード（脚本・ストーリー）、ヤン・ピンカヴァ、ジム・カポビアンコ（ストーリー）
- マイ・ライフ、マイ・ファミリー - タマラ・ジェンキンス

### 脚色賞
- つぐない - クリストファー・ハンプトン
- アウェイ・フロム・ハー君を想う - サラ・ポーリー
- 潜水服は蝶の夢を見る - ロナルド・ハーウッド
- ノーカントリー - ジョエル・コーエン&イーサン・コーエン
- ゼア・ウィル・ビー・ブラッド - ポール・トーマス・アンダーソン

### 撮影賞
- ジェシー・ジェームズの暗殺 - ロジャー・ディーキンス
- つぐない - シェイマス・マクガーヴェイ
- 潜水服は蝶の夢を見る - ヤヌス・カミンスキー
- ノーカントリー - ロジャー・ディーキンス
- ゼア・ウィル・ビー・ブラッド - ロバート・エルスウィット

### 編集賞
- ボーン・アルティメイタム - クリストファー・ラウズ
- 潜水服は蝶の夢を見る - ジュリエット・ウェルフリング
- イントゥ・ザ・ワイルド - ジェイ・キャシディ
- ノーカントリー - ロデリック・ジェインズ
- ゼア・ウィル・ビー・ブラッド - ディラン・ティチェナー

### 美術賞
- アメリカン・ギャングスター - アーサー・マックス（美術監督）、ベス・A・ルビノ（装置）
- つぐない - サラ・グリーンウッド（美術監督）、ケイティ・スペンサー（装置）
- ライラの冒険 黄金の羅針盤 - デニス・ガスナー（美術装置）、アナ・ピノック（装置）
- スウィーニー・トッド フリート街の悪魔の理髪師 - ダンテ・フェレッティ（美術監督）、フランシスカ・ロ・スキアボ（装置）
- ゼア・ウィル・ビー・ブラッド - ジャック・フィスク（美術監督）、ジム・エリクソン（装置）

### 衣装デザイン賞
- アクロス・ザ・ユニバース - アルバート・ウォルスキー
- つぐない - ジャクリーヌ・デュラン
- エリザベス:ゴールデン・エイジ - アレクサンドラ・バーン
- エディット・ピアフ〜愛の讃歌〜 - マリット・アレン
- スウィーニー・トッド フリート街の悪魔の理髪師 - コリーン・アトウッド

### メイクアップ賞
- エディット・ピアフ〜愛の讃歌〜 - Didier Lavergne、Jan Archibald
- マッド・ファット・ワイフ - リック・ベイカー、辻一弘
- パイレーツ・オブ・カリビアン/ワールド・エンド - Ve Neill、Martin Samuel

### 作曲賞
- つぐない - ダリオ・マリアネッリ
- 君のためなら千回でも - アルベルト・イグレシアス
- フィクサー - ジェームズ・ニュートン・ハワード
- レミーのおいしいレストラン - マイケル・ジアッチーノ
- 3時10分、決断のとき - マルコ・ベルトラミ

### 歌曲賞
- "Falling Slowly" 作詞・作曲: グレン・ハンサード、マルケタ・イルグロヴァ - ONCE ダブリンの街角で
- "歌ってお仕事(Happy Working Song)" 作曲: アラン・メンケン、作詞: スティーヴン・シュワルツ - 魔法にかけられて
- "Raise It Up" 作詞・作曲：Jamal Joseph、Charles Mack、Tevin Thomas - 奇跡のシンフォニー
- "そばにいて(So Close)" 作曲: アラン・メンケン、作詞: スティーヴン・シュワルツ - 魔法にかけられて
- "想いを伝えて(That's How You Know)" 作曲: アラン・メンケン、作詞: スティーヴン・シュワルツ - 魔法にかけられて

### 録音賞
- ボーン・アルティメイタム - Scott Millan、David Parker、Kirk Francis
- ノーカントリー - Skip Lievsay、Craig Berkey、Greg Orloff、Peter Kurland
- レミーのおいしいレストラン - Randy Thom、Michael Semanick、Doc Kane
- 3時10分、決断のとき - Paul Massey、David Giammarco、Jim Stuebe
- トランスフォーマー -  ケヴィン・オコネル、グレッグ・P・ラッセル、Peter J. Devlin

### 音響編集賞
- ボーン・アルティメイタム - Karen Baker Landers、Per Hallberg
- ノーカントリー - Skip Lievsay
- レミーのおいしいレストラン - Randy Thom、Michael Semanick
- ゼア・ウィル・ビー・ブラッド - マシュー・ウッド
- トランスフォーマー - Ethan Van der Ryn、マイク・ホプキンス

### 視覚効果賞
- ライラの冒険 黄金の羅針盤 - Michael Fink、ビル・ウェステンホファー、ベン・モリス、Trevor Wood
- パイレーツ・オブ・カリビアン/ワールド・エンド - ジョン・ノール、ハル・ヒッケル、チャールズ・ギブソン、ジョン・フレイザー
- トランスフォーマー - スコット・ファーラー（英語版）、スコット・ベンザ（英語版）、ラッセル・アール、ジョン・フレイザー

### 外国語映画賞
- ボーフォート -レバノンからの撤退- - イスラエル （監督: ヨセフ・シダー）
- ヒトラーの贋札 - オーストリア （監督: シュテファン・ルツォヴィツキー）
- カティンの森 - ポーランド （監督: アンジェイ・ワイダ）
- モンゴル - カザフスタン （監督: セルゲイ・ボドロフ）
- 12人の怒れる男 - ロシア （監督: ニキータ・ミハルコフ）

### 長編アニメ映画賞
- ペルセポリス - マルジャン・サトラピ、ヴァンサン・パロノー
- レミーのおいしいレストラン - ブラッド・バード
- サーフズ・アップ - アッシュ・ブラノン、クリス・バック

### 長編ドキュメンタリー映画賞
- No End in Sight - Charles Ferguson（監督）、Audrey Marrs（プロデューサー）
- Operation Homecoming: Writing the Wartime Experience - リチャード・E・ロビンス（監督）
- シッコ - マイケル・ムーア（監督）、メガン・オハラ（プロデューサー）
- 「闇」へ - アレックス・ギブニー（監督）、Eva Orner（プロデューサー）
- ウォー・ダンス - アンドレア・ニックス・ファイン、ショーン・ファイン（監督）

### 短編ドキュメンタリー映画賞
- フリーヘルド - シンシア・ウェイド、ヴァネッサ・ロス
- La Corona (The Crown) - Amanda Micheli and Isabel Vega
- Salim Baba - Tim Sternberg、Francisco Bello
- Sari's Mother - ジェームズ・ロングリー

### 短編アニメ映画賞
- セイウチと出会う - ジョシュ・ラスキン
- マダム・トゥトリ・プトリ - Chris Lavis、Maciek Szczerbowski
- Même Les Pigeons Vont au Paradis - Samuel Tourneux、Simon Vanesse
- 春のめざめ (2006年の映画)（ロシア語版） - アレクサンドル・ペトロフ
- ピーターと狼 - スージー・テンプルトン、ヒュー・ウェルクマン

### 短編実写映画賞
- At Night - Christian E. Christiansen、Louise Vesth
- 代理教師 - アンドレア・ユブリン
- ピックポケット - フィリップ・ポレ＝ヴィラール
- タンゴ・アルゼンチン - Guido Thys、Anja Daelemans
- The Tonto Woman - Daniel Barber、Matthew Brown

## プレゼンター
- エイミー・アダムス
- ジェシカ・アルバ
- アラン・アーキン
- ケイト・ブランシェット
- ジョシュ・ブローリン
- スティーヴ・カレル
- ジョージ・クルーニー
- ペネロペ・クルス
- マイリー・サイラス
- パトリック・デンプシー
- キャメロン・ディアス

- コリン・ファレル
- ハリソン・フォード
- ジェニファー・ガーナー
- トム・ハンクス
- アン・ハサウェイ
- キャサリン・ハイグル
- ジョナ・ヒル
- ジェニファー・ハドソン
- ザ・ロック
- ニコール・キッドマン
- ジェームズ・マカヴォイ

- クィーン・ラティファ
- ヘレン・ミレン
- セス・ローゲン
- マーティン・スコセッシ
- ヒラリー・スワンク
- ジョン・トラボルタ
- デンゼル・ワシントン
- フォレスト・ウィテカー
- レネー・ゼルウィガー

## エピソード
- パリス・ヒルトンは授賞式の為に4億円するドレスを用意していたが、授賞式への出入りを禁止された[4]。
- アカデミー賞の前に発表されたゴールデンラズベリー賞で前代未聞の8冠に輝いたリンジー・ローハンは、授賞式後、ハリウッドの各地で行われたアフターパーティに1つも誘われなかった為、立腹していたとThe Mirrorが報じた[5]。